# ليتيسيا سبيلر
ليتيسيا بينا سبيلر (مواليد 19 يونيو 1973) ممثلة ومنتجة ومخرجة وشاعرة وراقصة وكاتبة ومغنية وكاتبة أغاني برازيلية.، حازت على عدة جوائز، بما في ذلك جائزة جائزة إكسترا التلفزيونية وثلاث جوائز كونتيغو، بالإضافة إلى حصولها على ترشيحات لجائزتين صحفيتين.

## روابط خارجية
- ليتيسيا سبيلر في قاعدة بيانات الأفلام على الإنترنت